# Lucrezia Borgia (opéra)
Personnages
- Alfonso d'Este (baryton)
- Lucrezia Borgia (soprano)
- Maffio Orsini (contralto)
- Gennaro (ténor)
- Liverotto (ténor)
- Vitellozzo (basse)
- Rustighello (ténor)
- Astolfo (ténor)
- Gubetta (basse)
- Gazello (basse)

Airs
- « Come'è bello ! Quale incanto » (Lucrezia) – Prologue
- « Vieni, la mia vendetta » (Alfonso) – Acte I
- « Il segreto per esser felici » (Orsini) – Acte II

Pour les articles homonymes, voir Lucrèce Borgia (homonymie).
Lucrezia Borgia est un opéra en un prologue et 2 actes de Gaetano Donizetti sur un livret de Felice Romani d'après Victor Hugo, créé à la Scala de Milan le 26 décembre 1833.

## Historique
La pièce de Victor Hugo Lucrèce Borgia avait été créée à Paris le 2 février 1833 et remporta un succès si considérable que Donizetti songea aussitôt à en tirer un opéra. L'ouvrage fut composé dans un délai exceptionnellement bref puisqu'il fut créé à la Scala de Milan dès le 26 décembre 1833 avec Henriette Méric-Lalande dans le rôle-titre.
L'ouvrage est créé à Londres en 1839 au Her Majesty's Theatre avec Giulia Grisi dans le rôle-titre et le célèbre ténor Mario. Le 31 octobre 1840, l'opéra est créé à Paris au théâtre des Italiens mais Victor Hugo obtient une ordonnance de justice qui le fait interdire pour contrefaçon.  Avec un nouveau livret intitulé La Rinegata et les personnages italiens devenus turcs, les représentations purent toutefois reprendre et l'ouvrage fut joué à Paris dans cette version jusqu'en 1845.
La première production en langue anglaise eut lieu à Londres le 30 décembre 1843. Le ténor anglais Sims Reeves s'illustra dans le rôle de Gennaro.
Lucrezia Borgia fut ensuite montée à New York (Astor Place Opera House) en 1847 et repris en 1854 avec Giulia Grisi et en 1876 avec Thérèse Tietjens et le ténor Pasquale Brignoli. Thérèse Tietjens, qui avait chanté le rôle pour la première fois à Hambourg en 1849, le chanta fréquemment et en fut, au XIXe siècle, la plus célèbre interprète. Elle l'interpréta pour la dernière fois à Londres (Her Majesty's Theatre) en 1877 et, à cette occasion, s'effondra sur la scène tant elle était devenue obèse. Elle devait mourir peu après.
L'ouvrage fut produit à l'Academy of Music en 1882, et au Metropolitan Opera en 1902 avec Enrico Caruso en Gennaro. Il continua d'être régulièrement représenté jusqu'à faire son entrée définitive au répertoire avec la représentation du 24 avril 1933 à l'occasion du Mai musical de Florence.
Montserrat Caballe fit ses débuts aux États-Unis à Carnegie Hall en 1965 dans le rôle de Lucrezia. Cette représentation mémorable fut rapidement suivie d'un enregistrement historique avec Montserrat Caballe, Shirley Verrett, Alfredo Kraus et Ezio Flagello sous la baguette de Jonel Perlea, qui fit beaucoup pour populariser l'ouvrage aux États-Unis.
L'opéra comprend de nombreux airs célèbres en particulier le brindisi (air à boire) d'Orsini, rôle masculin interprété par un contralto, « Il segreto per esser felici » (« Le secret du bonheur »), qu'Ernestine Schumann-Heink a notamment particulièrement illustré. Sont également bien connus l'air de Lucrezia « Com'è bello », l'air du ténor « Di pescator ignobile », l'air de basse « Vieni, la mia vendetta ! », etc.
Vers la fin de 1840, Donizetti apporta quelques modifications à la partition, introduisant de nouveaux airs pour les ténors Nikolaï Ivanov et Mario. Il composa également deux finale : l'un avec l'aria du ténor « Madre se ognor lontano » et l'autre avec la cabalette de Lucrezia « Era desso il figlio mio ».
Dans le rôle de Gennaro, le ténor Mario a introduit, pour remplacer une scène du second acte, un récitatif et aria de Giuseppe Lillo « Com'è soave quest' ora di silenzio » (« Qu'elle est douce cette heure de silence »), et cette variante est occasionnellement retenue.

## Distribution
| Rôle | Typologie vocale   | Interprètes de la création (26 décembre 1833) | Interprètes de la création française (31 octobre 1840) |
| --- | ------------------ | --------------------------------------------- | ------------------------------------------------------ |
| Alfonso d'Este, duc de Ferrare | baryton            | Luciano Mariani                               | Antonio Tamburini                                      |
| Lucrezia Borgia | soprano            | Henriette Méric-Lalande                       | Giulia Grisi                                           |
| Maffio Orsini | contralto          | Marietta Brambilla                            | Luigia Bianchi                                         |
| Gennaro, jeune gentilhomme au service de la république de Venise                                                                    | ténor              | Francesco Pedrazzi                            | Mario                                                  |
| Liverotto, jeune gentilhomme au service de la république de Venise                                                                  | ténor              | Napoleone Marconi                             |                                                        |
| Vitellozzo, jeune gentilhomme au service de la république de Venise                                                                 | basse              | Giuseppe Vaschetti                            |                                                        |
| Gazello | basse              | Giuseppe Visanetti                            |                                                        |
| Rustighello, au service de Don Alfonso                                                                                              | ténor              | Ranieri Pochini                               |                                                        |
| Gubetta, au service de Lucrezia | basse              | Domenico Spiaggi                              |                                                        |
| Astolfo, au service de Lucrezia | ténor              | Francesco Petrazzoli                          |                                                        |
| Gens d'armes, officiers, et nobles de la république de Venise, courtisans de Don Alfonso, dames de compagnie, moines capucins, etc. |                    |                                               |                                                        |
| Direction musicale | Direction musicale | Eugenio Cavallini                             |                                                        |

## Argument
L'action se déroule à Venise et à Ferrare au XVIe siècle.

### Prologue
Une fête nocturne se déroule au palais Grimani à Venise. Sur la terrasse, Gennaro, fatigué, s'endort sur un banc de pierre. Lucrèce, masquée, apparaît et le contemple avec tendresse : « Come'è bello ! Quale incanto » (« Ô bel enfant de la nature »). Gennaro s'éveille et raconte qu'il a été élevé par un pauvre pêcheur : « Di pescatore ignobile » (« D'un misérable pêcheur »).
Ses amis entrent. Maffio Orsini arrache le masque de Lucrèce et Gennaro, frappé par la beauté de la jeune femme, ne réalise pas qu'elle est l'épouvantable Lucrèce Borgia. Dans un ensemble dramatique, ses amis lui rappellent comment, à cause d'elle, chacun d'eux a perdu qui un frère, qui un autre parent : « Maffio Orsini, signora, son' io cui svenaste il dormente fratello » (« Madame, je suis Maffio Orsini dont vous avez assassiné le frère endormi »). Gennaro, plein de haine, se détourne alors d'elle cependant que Lucrèce perd connaissance.

### Acte I
Sur une place publique de Ferrare, le duc Alfonso, quatrième mari de Lucrèce – les autres étant morts empoisonnés ou assassinés – est jaloux de Gennaro. Il ignore, comme Gennaro et ses amis, que le jeune homme est en réalité le fils de Lucrèce. Il chante un grand air « Vieni, la mia vendetta » (« Hâtons la vengeance ») et sa cabalette « Qualunque sia l'evento » (« J'engage mon destin »).
Gennaro et ses amis arrivent et voient le nom Borgia inscrit en lettres majuscules au fronton du palais. Gennaro gravit les degrés et fait sauter la première lettre avec la pointe de son épée. Le duc ordonne alors de le faire arrêter.
Lucrèce, ignorant qui est l'auteur de l'outrage, exige de son mari que le coupable soit condamné à mort. Alfonso accepte avec empressement et fait entrer Gennaro. Lucrèce le supplie alors de l'épargner mais le duc reste inflexible, même devant les menaces de sa femme. Il condamne Gennaro à mourir empoisonné. Un trio réunit les trois protagonistes. Alfonso verse pour lui-même et pour Lucrèce le vin contenu dans un flacon d'argent tandis que, pour Gennaro, il verse le « vin des Borgia », un breuvage empoisonné contenu dans un flacon d'or. Mais Lucrèce possède l'antidote et, dès que son mari l'a laissée seule avec Gennaro, elle le lui administre et lui ordonne de fuir Ferrare.

### Acte II
Lors d'un banquet réunissant les ennemis de Lucrèce au palais Negroni à Ferrare, Orsini entonne un air à boire : « Il segreto per esser felici » (« Le secret du bonheur »). Soudain, un chant funèbre se fait entendre dans la pièce voisine et des moines capucins entrent tandis que les lumières s'éteignent l'une après l'autre. Lucrèce apparaît : elle annonce aux convives qu'elle a empoisonné le vin qu'ils viennent de boire à l'invitation d'Orsini et que leurs cinq cercueils sont prêts à recevoir leurs cadavres. C'est alors qu'elle s'aperçoit que Gennaro se trouve parmi eux. Elle lui tend un contre-poison qu'il refuse, ne voulant pas être sauvé si ses amis doivent mourir. Il la menace d'une dague et elle lui avoue qu'elle est sa mère, mais il la repousse. Lucrèce désespérée boit la coupe empoisonnée et s'effondre mourante sur le corps de son fils.

## Discographie sélective
- 1965 : Montserrat Caballe, Alain Vanzo, Jane Berbié, Kostas Paskalis, chœur et orchestre du New York City Opera, Ionel Perlea (dir.) - rééd. Opera D'Oro 1030815
- 1966 : Montserrat Caballe, Alfredo Kraus, Shirley Verrett,  Ezio Flagello, chœur et orchestre de la RCA Opera Italiana,  Ionel Perlea (dir.), - RCA RCAG 66422RG
- 1972 : Joan Sutherland,  John Alexander, Huguette Tourangeau, Louis Quilico, chœur et orchestre de l'opéra de Vancouver, Richard Bonynge (dir.) -
- 1973 : Leyla Gencer,  José Carreras,  Tatiana Troyanos, Matteo Manuguerra, chœur et orchestre du Dallas Civic Opera, Nicola Rescigno (dir.) - réed. Melodram 270109
- 1977 : Joan Sutherland, Giacomo Aragall, Marilyn Horne, Ingvar Wixell, National Philharmonic Orchestra et London Opera Chorus, Richard Bonynge (dir.) - réed. Decca 421497
- 1979 : Leyla Gencer, Alfredo Kraus, Elena Zilio,  Bonaldo Giaiotti, chœur et orchestre du Teatro Comunale di Firenze, Gabriele Ferro (dir.) - réed. Living Stage LS1096
- 1980 : Joan Sutherland,  Alfredo Kraus, Anne Howells,  Stafford Dean, chœur et orchestre du Royal Opera House, John Copley (dir.) - Kultur
- 1989 : Joan Sutherland, Alfredo Kraus, Martine Dupuy, Michele Pertusi, Richard Bonynge (dir.) - EMI Classics D232361
- 2002 : Mariella Devia, Marcelo Alvarez,  Daniela Barcellona,  Michele Pertusi, chœur et orchestre de la Scala (Teatro Arcimboldi), Renato Palumbo (dir.) - EMI Classics D232361

### Sources
- Gustav Kobbé, Tout l'opéra, édition établie et révisée par le comte de Harewood, traduit de l'anglais par Marie-Caroline Aubert et Denis Collins, Paris, Robert Laffont, coll. Bouquins, 1980.